# エディ・シーコット

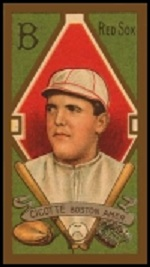
1911年発行のベースボールカード

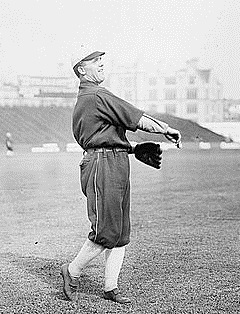
1912年にヒルトップ・パークにて

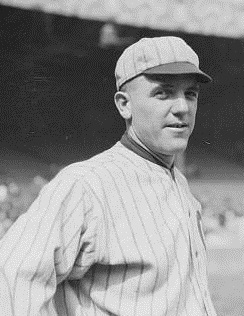
1917年

エディ・シーコット（英語: Eddie Cicotte, 本名：エドワード・ビクター・シーコット、Edward Victor Cicotte , 1884年6月19日 - 1969年5月5日）は、アメリカ合衆国ミシガン州デトロイト（当時はスプリングウェルズタウン）出身のプロ野球選手（投手）。右投げ、両打ち。愛称は"ナックルズ"（"Knuckles"）。
ナックルボールの開発者とも言われ、MLBでプレーした14年で208勝149敗の成績を残したが、1921年8月3日にブラックソックス事件に関与していたとして永久追放処分を科された「アンラッキー・エイト（悲運の8人）」の1人である。甥の息子のアル・シーコットもMLB選手。

## 経歴
フランス系カナダ人の夫婦の息子としてデトロイトに生まれた。ジョージア州で野球を始め（同僚にタイ・カッブがいた）、1905年にタイ・カッブと共にMLBのデトロイト・タイガースに入団。同年9月3日にMLBデビューも、直ぐに解雇された。
1908年シーズン前にボストン・レッドソックスと2500ドルで契約を結んだ。
1912年7月9日にシカゴ・ホワイトソックスへトレードされた。
シーコットは翌1913年に才能が開花して18勝12敗・防御率1.58の成績を残し、一躍アメリカンリーグ屈指の投手として認められるようになった。
1917年4月14日に対セントルイス・ブラウンズ戦でノーヒットノーランを達成、この年は防御率1.53・28勝12敗で最優秀防御率と最多勝の二冠を獲得した。ワールドシリーズでは3試合に登板して1勝のみに終わったが、うち2試合で完投、3試合計23.0回を投げて5失点のみと好投した。チームはニューヨーク・ジャイアンツを4勝2敗で下し、ワールドチャンピオンに輝いた。
1918年には怪我のために12勝19敗に終わった。
1919年には29勝7敗を挙げ、再び最多勝のタイトルを獲得した。この年のシーコットの年俸は6000ドルで、30勝を記録した場合には1万ドルのボーナスを約束されていた。チャールズ・コミスキーオーナーはこのボーナスを支払うのを嫌がり、キッド・グリーソン監督にシーズン最後の日に登板させないように命じたとされる有名な伝説がある。そして、これが原因でシーコットはチームメイトのチック・ガンディル一塁手からしつこく誘われていた八百長試合の買収に応じたと言われているが、実際には9月19日・24日・28日（シーズン最終戦）と最後の数週間も普段通りの間隔で登板していた。国勢調査によると、シーコットは12人の大家族の世帯主だった。

## スキャンダル
八百長の噂が飛び交う中、開催された同年のワールドシリーズで3試合に登板した。第1戦はいきなり最初の打者に対して死球を与え、3.2回を投げて6失点と大乱調だった。第4戦では4回に自らの2つの失策（投手ゴロを一塁へ悪送球とジョー・ジャクソン左翼手からの本塁への送球をカット）を絡めて2点を失った。その後は失点を許さなかったものの、味方打線は1点も取る事が出来ず、完投負けを喫した。第7戦の前に他の共謀選手が賭博師から約束通りの報酬額が受け取れない可能性が高くなったことが判明し、シーコットはチームを勝たせるためにプレーすることを決めた。第7戦では終盤まで安定した投球を見せて1失点完投勝利を収めた。チームは優勢を予想されながら、シンシナティ・レッズに3勝5敗でワールドチャンピオンを逃した。シーコットはシリーズ前に報酬の1万ドルを受け取り、そのうち4000ドルをミシガン州にある農場を買い戻すために使用した。
1920年は3度目の20勝を達成し、レッド・フェイバー、レフティ・ウィリアムズ、ディッキー・カーと共に史上初の20勝カルテットを形成した。同年9月27日に賭博師のビリー・マハーグの告白に基づく1919年ワールドシリーズ時の八百長の暴露記事がノース・アメリカン紙に掲載され、シーコットの名前も掲載された。翌28日にコミスキーと会い、八百長行為への加担を認めたシーコットに対し、コミスキーは「そんな事は俺に言うな。大陪審に話せ」と怒鳴ったと伝えられている。そして同日のイリノイ州クック郡大陪審で8人の中で率先して自供した。コミスキーは刑事訴追直前にシーコットを含む疑惑の7人（チック・ガンディルは1919年シーズンを最後に引退）へ出場停止処分に科す電報を送っていた。
翌1921年2月14日にジャクソンらと共に過去の自供を撤回する口述書を提出した。裁判資料が盗まれるなどして検察官側は八百長行為への加担を立証できず、8月2日にシカゴ高等裁判所は証拠不十分から全員無罪の評決を下した。それにも関わらず、ケネソー・ランディスコミッショナーは翌3日に声明を発表し、シーコットら8人を球界から永久追放とする処分を下した。いわゆるブラックソックス事件である。

## 引退後
シーコットはミネソタ州とウィスコンシン州のセミプロチームで1924年までプレーした。その後はフォード・モーターズの工場で1944年まで働いた。
工場を辞めた後の最後の25年はミシガン州のデトロイト郊外の小さな村の、自宅直ぐ裏に広がる5.5エーカー（約6700坪）ほどの農場で働き、イチゴ作りに精を出した。野球のOB会はブロンズの像をシーコットに贈り、「いつでも集まりがあれば、出て来て下さい」と要請していたが、イチゴ作りとその出荷で多忙だった。亡くなる4年前の1965年にデトロイトの記者が行ったインタビューの中で「確かに私は間違いを犯してしまった。しかしこれまでの45年間、正しく生きようと努力してきたし、その償いはもう済ませたと思う」と述べている。また、「1日に2、3通はまだファンから来るし、何とドイツからサインを欲しい、という手紙が着たのは嬉しかった」と述べてもいる。
1969年5月5日にデトロイトのヘンリー・フォード病院にて死去。84歳没。
1988年公開の映画『エイトメン・アウト』ではデビッド・ストラザーンが、1989年公開の映画『フィールド・オブ・ドリームス』ではスティーブ・イースティンがシーコット役を演じた。
2025年5月13日、メジャーリーグ機構は、永久追放処分対象者のうち既に故人である17名について、資格回復を発表。復権を遂げた。

## プレースタイル
スピットボール、シャインボール、エメリーボールなどの不正投球を得意としており、1920年に禁止されたが、1年間の免除を与えられた。ナックルボールの開発者とも言われ、投球割合の75%がナックルボールだったと推定されている。シンカーやスライダーも投げていた。
投手としての球種はシャインボール、カーブ、ナックルボール。『guide　to　pitchers』(米書　)より

## 詳細情報

### 年度別投手成績
| 年 度     | 球 団     | 登 板 | 先 発 | 完 投 | 完 封 | 無 四 球 | 勝 利 | 敗 戦 | セ 丨 ブ | ホ 丨 ル ド | 勝 率 | 打 者 | 投 球 回 | 被 安 打 | 被 本 塁 打 | 与 四 球 | 敬 遠 | 与 死 球 | 奪 三 振 | 暴 投 | ボ 丨 ク | 失 点 | 自 責 点 | 防 御 率 | W H I P |
| --------- | --------- | ----- | ----- | ----- | ----- | -------- | ----- | ----- | -------- | ----------- | ----- | ----- | -------- | -------- | ----------- | -------- | ----- | -------- | -------- | ----- | -------- | ----- | -------- | -------- | ------- |
| 1905      | DET       | 3     | 1     | 1     | 0     | --       | 1     | 1     | 0        | --          | .500  | 81    | 18.0     | 25       | 0           | 5        | --    | 0        | 6        | 0     | 0        | 8     | 7        | 3.50     | 1.67    |
| 1908      | BOS       | 39    | 24    | 17    | 2     | --       | 11    | 12    | 2        | --          | .478  | 844   | 207.1    | 198      | 0           | 59       | --    | 11       | 95       | 14    | 0        | 77    | 56       | 2.43     | 1.24    |
| 1909      | BOS       | 27    | 17    | 10    | 1     | --       | 14    | 5     | 1        | --          | .737  | 622   | 162.1    | 117      | 3           | 56       | --    | 1        | 82       | 3     | 0        | 63    | 35       | 1.94     | 1.07    |
| 1910      | BOS       | 36    | 30    | 20    | 3     | --       | 15    | 11    | 3        | --          | .577  | 1012  | 250.0    | 213      | 4           | 86       | --    | 13       | 104      | 8     | 0        | 94    | 76       | 2.74     | 1.20    |
| 1911      | BOS       | 35    | 25    | 16    | 1     | --       | 11    | 15    | 0        | --          | .423  | 915   | 220.0    | 236      | 2           | 73       | --    | 4        | 106      | 4     | 0        | 121   | 69       | 2.82     | 1.40    |
| 1912      | BOS       | 9     | 6     | 2     | 0     | --       | 1     | 3     | 0        | --          | .250  | 198   | 46.0     | 58       | 0           | 15       | --    | 1        | 20       | 2     | 0        | 34    | 29       | 5.67     | 1.59    |
| 1912      | CWS       | 20    | 18    | 13    | 1     | --       | 9     | 7     | 0        | --          | .563  | 612   | 152.0    | 159      | 3           | 37       | --    | 0        | 70       | 3     | 1        | 63    | 48       | 2.84     | 1.29    |
| '12計     | CWS       | 29    | 24    | 15    | 1     | --       | 10    | 10    | 0        | --          | .500  | 810   | 198.0    | 217      | 3           | 52       | --    | 1        | 90       | 5     | 1        | 97    | 77       | 3.50     | 1.36    |
| 1913      | CWS       | 41    | 30    | 18    | 3     | --       | 18    | 11    | 1        | --          | .621  | 1061  | 268.0    | 224      | 2           | 73       | --    | 3        | 121      | 4     | 0        | 77    | 47       | 1.58     | 1.11    |
| 1914      | CWS       | 45    | 30    | 15    | 4     | --       | 11    | 16    | 3        | --          | .407  | 1023  | 269.1    | 220      | 0           | 72       | --    | 3        | 122      | 6     | 0        | 96    | 61       | 2.04     | 1.08    |
| 1915      | CWS       | 39    | 26    | 15    | 1     | --       | 13    | 12    | 3        | --          | .520  | 881   | 223.1    | 216      | 2           | 48       | --    | 6        | 106      | 4     | 2        | 89    | 75       | 3.02     | 1.18    |
| 1916      | CWS       | 44    | 19    | 11    | 2     | 0        | 15    | 7     | 5        | --          | .682  | 705   | 187.0    | 138      | 1           | 70       | --    | 1        | 91       | 2     | 0        | 56    | 37       | 1.78     | 1.11    |
| 1917      | CWS       | 49    | 35    | 29    | 7     | 5        | 28    | 12    | 4        | --          | .700  | 1287  | 346.2    | 246      | 2           | 70       | --    | 3        | 150      | 1     | 2        | 76    | 59       | 1.53     | 0.91    |
| 1918      | CWS       | 38    | 30    | 24    | 1     | 6        | 12    | 19    | 2        | --          | .387  | 1089  | 266.0    | 275      | 2           | 40       | --    | 2        | 104      | 2     | 0        | 102   | 82       | 2.77     | 1.18    |
| 1919      | CWS       | 40    | 35    | 30    | 5     | 12       | 29    | 7     | 1        | --          | .806  | 1176  | 306.2    | 256      | 5           | 49       | --    | 2        | 110      | 1     | 0        | 77    | 62       | 1.82     | 0.99    |
| 1920      | CWS       | 37    | 35    | 28    | 4     | 5        | 21    | 10    | 2        | --          | .677  | 1225  | 303.1    | 316      | 6           | 74       | --    | 2        | 87       | 3     | 0        | 128   | 110      | 3.26     | 1.29    |
| MLB：14年 | MLB：14年 | 502   | 361   | 249   | 35    | *28      | 209   | 148   | 24       | --          | .585  | 12731 | 3226.0   | 2897     | 32          | 827      | --    | 52       | 1374     | 57    | 5        | 1161  | 853      | 2.38     | 1.15    |

- 各年度の太字はリーグ最高
- 「-」は記録なし
- 通算成績の「*数字」は不明年度がある事を示す

### タイトル
- 最多勝利：2回 （1917年、1919年）
- 最優秀防御率：1回（1917年）

### 記録
- ノーヒットノーラン：1回（1917年4月14日）